# Potencjał wektorowy
Potencjał wektorowy pola wektorowego – pojęcie w analizie wektorowej sformułowane w analogii do pojęcia potencjału skalarnego. Przykładem potencjału wektorowego jest potencjał magnetyczny w elektrodynamice klasycznej.
Potencjałem wektorowym pola {\displaystyle \mathbf {B} } nazywamy taką funkcję {\displaystyle \mathbf {A} } (również będącą polem wektorowym), której rotacja jest tożsama z polem {\displaystyle \mathbf {B} }.
{\displaystyle \mathbf {B} =\nabla \times \mathbf {A} .}
Definicja ta nie określa funkcji {\displaystyle \mathbf {A} } jednoznacznie, z uwagi na liniowość operatora rotacji i fakt, że rotacja gradientu pola skalarnego jest zerowa. W konsekwencji, dla dowolnego pola skalarnego {\displaystyle f,} różniczkowalnego w sposób ciągły, zachodzi równość
{\displaystyle \nabla \times \mathbf {A} =\nabla \times (\mathbf {A} +\nabla f).}
Potencjał wektorowy można wprowadzić tylko dla pola bezźródłowego (o zerowej dywergencji), co zdeterminowane jest przez tożsamość
{\displaystyle \nabla \cdot \nabla \times \mathbf {A} =0.}
Jeżeli pole {\displaystyle \mathbf {B} } jest bezźródłowe, a do tego znika w nieskończoności, to jego potencjał wektorowy {\displaystyle \mathbf {A} } określony jest całką po całej przestrzeni {\displaystyle V}
{\displaystyle \mathbf {A} =\int _{V}{\frac {\nabla \times \mathbf {B} }{4\pi |\mathbf {r} -\mathbf {r} '|}}d^{3}\mathbf {r} ',}
zgodnie z twierdzeniem Helmholtza.